# Moses I. Finley
Moses I. Finley, född 20 maj 1912 som Moses Israel Finkelstein, död 23 juni 1986, var en amerikansk och brittisk klassisk forskare och historiker.
Han föddes år 1912 i New York som son till Nathan Finkelstein och Anna Katzenellenbogen, dog år 1986 som brittisk medborgare. Han tog examen vid Syracuse University och Columbia University. Hans stora framgångar låg i allmän lag dock publicerade han mest skrifter som handlade om forntiden, speciellt med sociala och ekonomiska aspekter.